# Odiseo (cráter de Tetis)
Odiseo es el nombre de un cráter de impacto que se encuentra en la superficie de la luna Tetis (el quinto satélite más grande de Saturno). Tiene un diámetro de 400 kilómetros, lo cual es aproximadamente 2/5 del diámetro de Tetis. Este cráter se conforma a la superficie esférica de Tetis, sin los picos centrales prominentes o las cadenas montañosas comunes en los cráteres de la Luna y Mercurio. Esto se debe a la relajación viscosa de la débil superficie helada de Tetis a través de tiempos geológicos. Se estima que el objeto que produjo Odiseo fue un cometa de unos 25 kilómetros de diámetro.

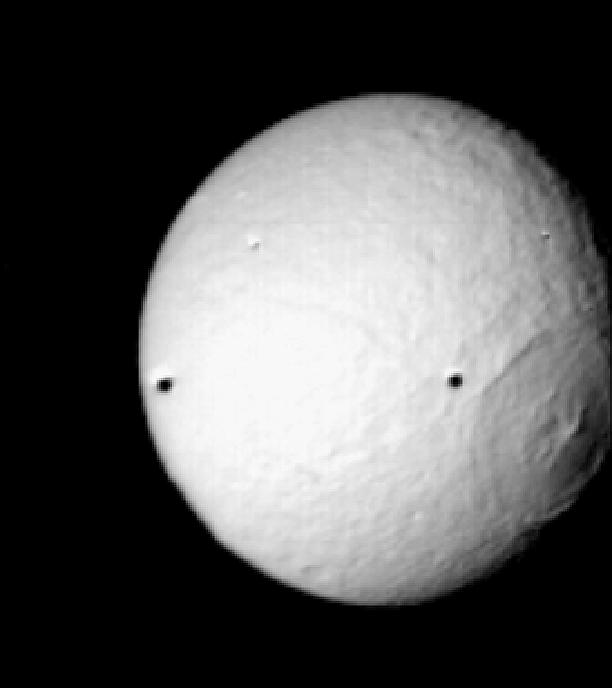
Imagen del cráter Odiseo obtenida por la sonda Voyager 2.